# Шишкин, Фёдор Васильевич
Фёдор Васильевич Шишкин (10 [22] августа 1803, Боровлянский завод, Тобольская губерния — 11 [23] февраля 1881, Курган, Тобольская губерния) — российский государственный деятель, городской голова города Кургана (1875, 1879—1880), курганский 1-й гильдии купец, исследователь Северного Урала.

## Биография
Фёдор Шишкин родился 10 (22) августа 1803 года в семье государственных крестьян в деревне Боровлянского завода Тебенякской волости Курганского уезда Тобольской губернии, ныне село Боровлянка входит в Белозерский муниципальный округ Курганской области. Крещен был дома из-за болезни и слабости, восприемниками были дьячёк Матвей Чемезов и солдатская жена Гликерия Валова.
По указу Тобольской казённой палаты от 17 (29) августа 1826 года № 1945 вместе с отцом, Василием Степановым Шишкиным, матерью, Марфой Васильевной, женой Ольгой Петровной и дочерью Ольгой перечислен в село Иковское Иковской волости Курганского округа, ныне деревня входит в Белозерский муниципальный округ Курганской области. Брат Яков с семьёй остался в селе Боровлянском.
Вскоре семья переехала в село Белозерское и с 1833 году Фёдор Шишкин стал поверенным сборов с питейных заведений.
В 1836 году начал заниматься золотоискательством, брал разрешение на поиски россыпей, с 1836 по 1846 год совершал экспедиции в Восточную Сибирь, а в 1852 и 1861—1863 годах — на Северный Урал в Березовский округ Тобольская губерния, обследовав 500 кв. вёрст. Шишкин сам бил шурфы, чертил карты, составлял описание местности и реестр своим находкам, изучал обычаи и обряды местных жителей.
По указу Тобольской казённой палаты от 20 июня (2 июля)  1840 года № 3331 причислен в курганские 3-й гильдии купцы.
В 1847 году изъявил желание быть в купцах 2-й гильдии и объявил капитал 6 тыс. рублей серебром. В 1856 году он уже купец 1-й гильдии. В капитале состояли его мать Марфа Васильевна, жена Ольга Петровна, дочери Ольга, Елизавета, Надежда. Основной капитал семейства сначала составлялся торговлей. Лавка Федора Шишкина стояла на бойком месте, на площади возле Гостиного двора. Брат Яков и его дети переехали в Курган и помогали Фёдору, продолжая числиться крестьянами Тебенякской волости.
В апреле 1847 года Ольга Петровна на свое имя приобрела за 1000 рублей серебром усадьбу на главной улице города – Большой Береговой, позднее названной Троицкой (ныне улица Куйбышева). Ранее усадьба принадлежала наследникам купца Игнатия Михайловича Данилова. В апреле 1859 года она продала её своему мужу. В 1866 году он прикупил соседнюю усадьбу.
В 1851 году он купил на городском выгоне за речкой Быструшкой три десятитны земли, с целью выстроить там заводы винокуренный, пивоваренный и салотопенный (ныне вместо реки улица Аргентовского). Чтобы не покупать строительный материал, он завёл кирпичный сарай. В 1852 году завёл пасеку близ деревни Рябковой, при реке Ик. В 1860 году Федор Васильевич и его зять Дмитрий Иванович Смолин купили мельницу у крестьян деревни Рябковой братьев Загурских за 200 рублей серебром.
В 1861—1863 годах Шишкин на пароходе «Тайга» поднимался от города Берёзова вверх по рекам Сосьва, Сочва (Ляпина) и Манья, по предложению тобольского губернатора исследуя пути из Оби в Печору.
В 1865 году Шишкин и Смолин выстроили на курганском городском выгоне винокуренный завод, получивший в Тобольском регистре винокуренных заводов название «Федорорвский» и 19-й порядковый номер (ныне курганский дрожжевой завод принадлежит ООО «САФ-НЕВА», г. Санкт-Петербург). В том же году Шишкин стал ходатайствовать об отдаче ему на 40 лет дровяного лесного участка в Илецко-Иковской казенной даче, чтобы использовать лес как топливо для своего винокуренного завода. Он напрямую обратился к генерал-губернатору Западной Сибири Александру Осиповичу Дюгамелю, который отвод леса разрешил и даже просил Казенную палату поспешить с рассмотрением просьбы Шишкина. 27 сентября (9 октября)  1866 года старший омский окружной землемер уже доносил в Казенную палату об исполнении.
В 1871 году передал в Тобольский губернский статистический комитет, членом-корреспондентом которого он являлся с 1860 года, карту северной части Уральского хребта с показанием золотоносных россыпей, которые были им осмотрены и частично подвергнуты испытанию. К карте было приложено подробное объяснение. Шишкин активно сотрудничал с газетами.
В 1875 году Шишкин решил удалиться от хозяйственных дел, и свою долю владений продал Смолину. После Федор Васильевич смог полностью отдаться общественной деятельности.
Шишкин активно публиковался в газетах, в основном на тему освоения Урала и Сибири. В 1863 году начал издаваться «Ирбитский ярмарочный листок» и он там регулярно публиковал мелкие заметки, первая была в № 28 за 1864 год. В «Тобольских губернских ведомостях» от 29 января (10 февраля)  1877 года была помещена его статья «Исследования и разведки золотых россыпей по северному хребту Урала». Затем он подготовил статью «Замечательные места Сибири», которая была напечатана в нескольких номерах той же газеты в 1880 году. Из своих путешествий Федор Васильевич всегда привозил какие-нибудь диковинки, камни редкостной красоты или оригинальной формы, новые сорта огородных и полевых культур. В 1859 г., будучи в Казанской губернии на Нижегородской ярмарке, набрал желудей из-под дубов и посадил их в заказной роще при деревне Новой (Рябково).
Занимался благотворительностью. При открытии женского училища в 1858 году взял на себя обязательство ежегодно жертвовать определенную сумму (от 50 до 70 руб.). Состоял попечителем Владимирской богадельни, 25 февраля (8 марта)  1872 года он пожертвовал туда 500 пудов ржаного хлеба. Уже будучи больным, за три месяца до своей кончины, Шишкин пожертвование 2000 рублей серебром на устройство при городовой больнице домовой церкви во имя Св. Пантелеймона-целителя. В завещании отписал 1000 рублей Богородице-Рождественской церкви с обращением процентов в пользу причта, в женскую гимназию и богадельню – по 2000 рублей.
В 1844—1846 годах был кандидатом (заместителем) городового старосты, по указу Тобольского губернского правления от 3 (15) марта 1844 года у него, как и у других лиц, избранных на общественные должности, была взята подписка о непринадлежности к раскольническим сектам.
В 1871—1874 годах — директором городового Общественного банка Василия Багашева.
1 (13) марта 1875 года был утвержден первым городским головой города Кургана. Курганский купец 2 гильдии Иван Борисович Филинов претендовал на эту должность, но встретил сопротивление среди гласных, дело вылилось в скандал и было рассмотрено в 1-м департаменте Правительствующего сената. Филинов дело выиграл, и 20 декабря 1875 года (1 января 1876 года) утверждён в должности городского головы.
4 (16) августа 1879 года Шишкин снова избран и утвержден городским головой, но в связи с болезнью полного срока не прослужил. 21 ноября (3 декабря)  1880 года Иван Григорьевич Кропанин утвержден губернатором городским головой для «дослужения» срока после ухода Федора Шишкина.
Фёдор Васильевич Шишкин скончался 11 (23) февраля 1881 года в городе Кургане Курганского округа Тобольской губернии Западно-Сибирского генерал-губернаторства, ныне город — административный центр Курганской области. Похоронен 14 (26) февраля 1881 года на градском кладбище города Кургана. Место захоронения утеряно, на месте кладбища ныне находится Городской сад имени Александра Невского города Кургана Курганской области.

## Память

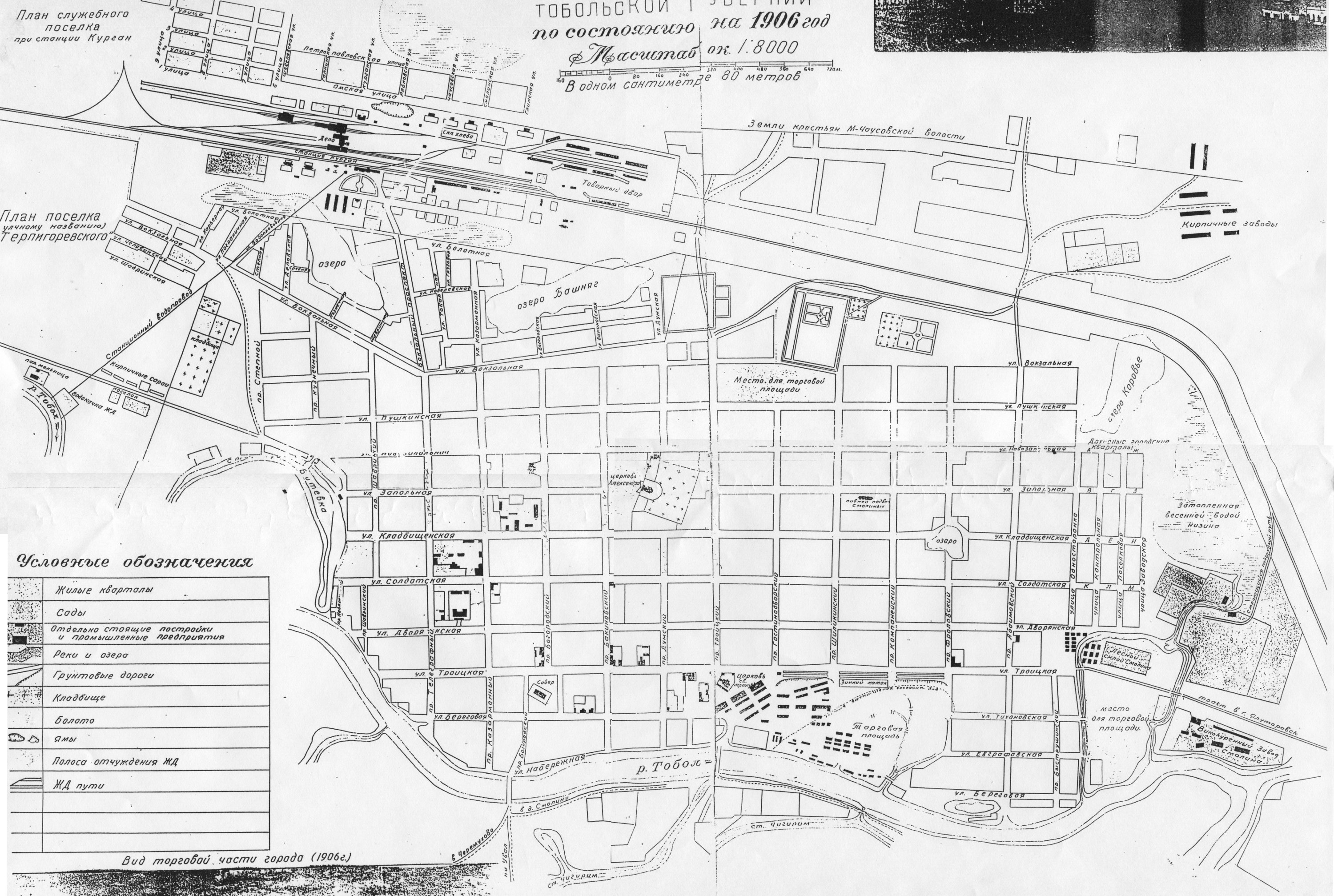
Карта города Кургана 1906 года, на которой указан Шишкинский переулок.

После смерти Федора Васильевича переулок, прилегающий к его угловой усадьбе на Троицкой улице, стал называться Шишкинским. После революции, в 1919 году переулок переименовали в улицу Пролетарскую.

## Семья
- Дед, Степан Михайлов Шишкин (1730—1797), по данным ревизии 1795 года переселился из Каргапольской волости Шадринского уезда Пермской губернии в Боровлянский завод, который был основан в 1788 году. Бабушка, Василиса Анкудинова (1735 — после 1795).
- Отец, Василий Степанов Шишикин (1764 — 16 (28) июля 1835 года)
- Мать, Марфа Васильевна (1775 — 13 (25) декабря 1853 года)
- Сестра Анна (1794 — после 1795)
- Брат Яков (1801 — 4 (16) августа 1864 года)
- Жена Ольга Петровна Меньщикова (1806/1816 — 4 (16) мая 1866 года), из деревни Козьминой (Кузьминой) Караштинского прихода (22 декабря 1972 года д. Кузьмино Нижнетобольного сельсовета Белозерского района исключена как сселившаяся). 30 апреля (12 мая)  1829 года венчались в Васильевской церкви села Иковского.
  - Дочь Ольга (1832 — после 1911). 4 (16) февраля 1859 года вышла замуж за окружного стряпчего, коллежского секретаря Дмитрия Дмитриевича Баскалова. Он был вдовец после второго брака с двумя дочерями. Поручителями по жениху были Адам Николаевич Бучковский и врач Никодим Васильевич Баландович; по невесте – двоюродный брат, купеческий сын Петр Павлович Меньщиков и купец Федор Васильевич Пономарев. Дмитрий Баскалов переведён в город Тару и вышел в отставку в чине статского советника.
  - Дочь Елизавета (16 (28) октября 1834 года — 21 июля (3 августа)  1908 года). Крестил ее белозерский иерей Василий Никифорович Адрианов, восприемниками были крестьянин деревни Козьминой Василий Петров Меньщиков и крестьянская жена Анна Игнатьева Меньщикова. 9 (21) ноября 1855 года вышла замуж за ялуторовского купеческого сына Дмитрия Ивановича Смолина.
  - Сын Пётр (7 (19) октября 1835 года — 1836), прожил несколько месяцев.
  - Дочь Надежда (1837 — 23 марта (5 апреля)  1912 года), 18 (30) апреля 1862 года вышла замуж за ялуторовского купеческого сына Ивана Александровича Бронникова. Поручителями жениха были курганский 2 гильдии купец Михаил Петрович Меньщиков и ялуторовский купеческий сын Сергей Иванович Смолин. За невесту ручались коллежские секретари Александр и Николай Трифоновы. У Бронниковых две дочери – Анна (замужем за городским головой города Кургана Фёдором Васильевичем Шветовым) и Ольга (замужем за действительным статским советником Владимиром Эмильевичем Шухом).